# Razzmatazz

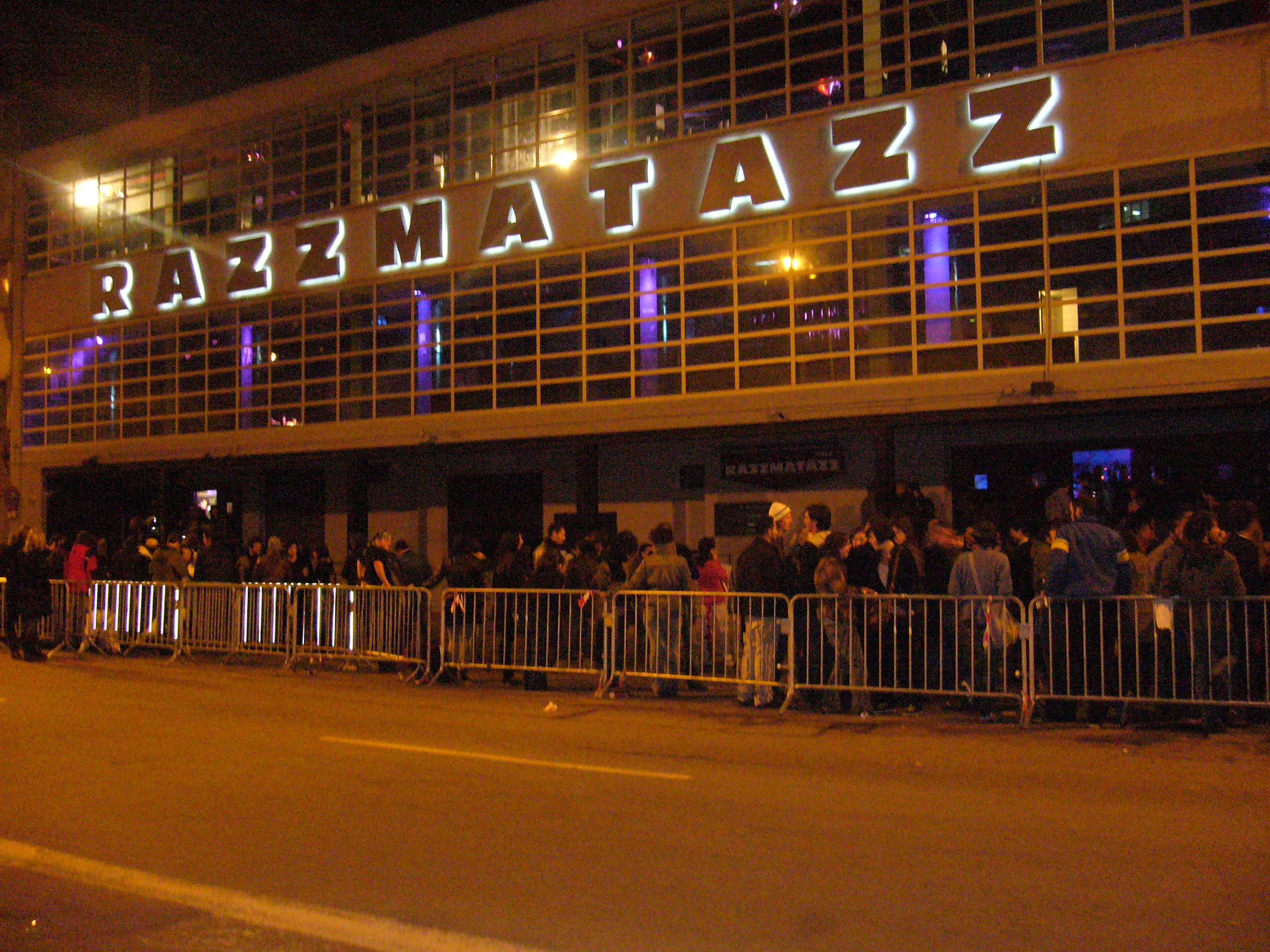
O Razzmatazz.

Razzmatazz é uma casa tradicional de espetáculos localizada na cidade de Barcelona, na Catalunha, dividida em várias alas, com a maior delas, a ala 1, suportando 2000 pessoas.

## Prêmios
- Prêmios ARC 2015 "MELHOR DE PROGRAMA DE CONCERTOS" [2]